# Kantakuzeni
Kantakuzeni (rum. Cantacuzino) – bojarski ród wołoski, z którego pochodziło wiele znanych osobistości w historii Rumunii, w tym hospodarów Wołoszczyzny i Mołdawii, dyplomatów, polityków, a w późniejszym okresie także pisarzy, artystów i naukowców. 
Rodzina Kantakuzenów być może pochodzi od bizantyńskiej dynastii Kantakuzenów, której najsłynniejszym przedstawicielem był Jan VI Kantakuzen, cesarz Bizancjum 1347–1354. Pierwszymi przedstawicielami tego rodu, którzy osiedli w księstwach rumuńskich byli bracia Kantakuzeni, wygnani z Turcji na początku XVII w. Już pod koniec tego stulecia przedstawiciele rodziny sięgnęli po trony, zarówno mołdawski, jak i wołoski. Z Kantakuzenami był spokrewniony także Konstantyn Brincoveanu, który był siostrzeńcem i następcą Șerbana Kantakuzena, jeden z wybitniejszych hospodarów wołoskich, znany m.in. z szerokiej działalności budowlanej. W XIX w. przedstawiciele rodu Kantakuzenów ponownie sięgnęli po władzę w księstwach rumuńskich jako kajmakani (m.in. Konstantyn Kantakuzen).
Wśród znanych członków rodu, obok hospodarów i kajmakanów księstw rumuńskich, znajdują się m.in.:
- Konstantyn Kantakuzen (brat Serbana Kantakuzena, historyk, autor "Historii Wołoszczyzny")
- Pârvu Kantakuzen (ban Oltenii, przywódca powstania antytureckiego w 1769)
- Gheorghe Cantacuzino (premier Rumunii)
- Gheorghe Cantacuzino-Grănicerul (jeden z liderów Żelaznej Gwardii)